# Останні сім
«Останні сім» (англ. The Last Seven) — постапокаліптичний англійський фільм режисера Імрана Накві про сімох людей, які лишилися у Лондоні самі без будь-яких на то причин. Прем'єра фільму відбулася 27 серпня 2010 року (Англія). Місця зйомок: Лондон, Англія.

## Сюжет
Повнометражний триллер/жахи відзнятий в пост-апокаліптичному Лондоні в головній ролі: Денні Дайер, Тамір Хассан, Саймон Філліпс, Ронан Віберт, Себастьян Стріт, Дейсі Head, Рита Ромнані і Джон Моусон. Фільм розповідає історію катаклізму, який залишає тільки 7 людей на землі і їх відчайдушну боротьбу, щоб зрозуміти події, що з ними відбулися, і те як на них полює демонічна влада фантомів.

## Актори
- Тамір Хасан Sgt. — Джек Мейсон,
- Саймон Філліпс — Вільям Блейк,
- Дейзі Гед — Хлоі Чамберс,
- Себастьян Стріт — Капітан Роберт Кендрік,
- Рита Рамнані — Ізабель,
- Джон Моусон — Генрі Чамберс,
- Денні Дайер — Ангел смерті,
- Ронан Віберт — Ісаак Грейнджер,
- Ідаліна Леандро — Ісаака Дружина,
- Біллі Хасан — Ісаакіївська дочнька,
- Патрісія Рибарчук — колега Вільяма,
- Джонні Лінч — Офіційний кабінет,
- Джим Форд — генерал армії,
- Грейс Валлорані — Фельдшер 1,
- Йорам Халберстам — Фельдшер 2.